# Ola (Arkansas)
La ville d’Ola est située dans le comté de Yell, dans l’État de l’Arkansas, aux États-Unis. Sa population s’élevait à 1 281 habitants lors du recensement de 2010, estimée à 1 225 habitants en 2017.

## Démographie
| 1910 | 1920 | 1930 | 1940 | 1950 | 1960 |
| ---- | ---- | ---- | ---- | ---- | ---- |
| 516  | 655  | 648  | 839  | 880  | 805  |

| 1970  | 1980  | 1990  | 2000  | 2010  | - |
| ----- | ----- | ----- | ----- | ----- | - |
| 1 029 | 1 121 | 1 090 | 1 204 | 1 281 | - |

## Source
- (en) Cet article est partiellement ou en totalité issu de l’article de Wikipédia en anglais intitulé « Ola, Arkansas » (voir la liste des auteurs).

1. ↑  « Statistiques des États-Unis - Arkansas - Profils des communautés de 2010 » (consulté en novembre 2020)